# Mszana Dolna

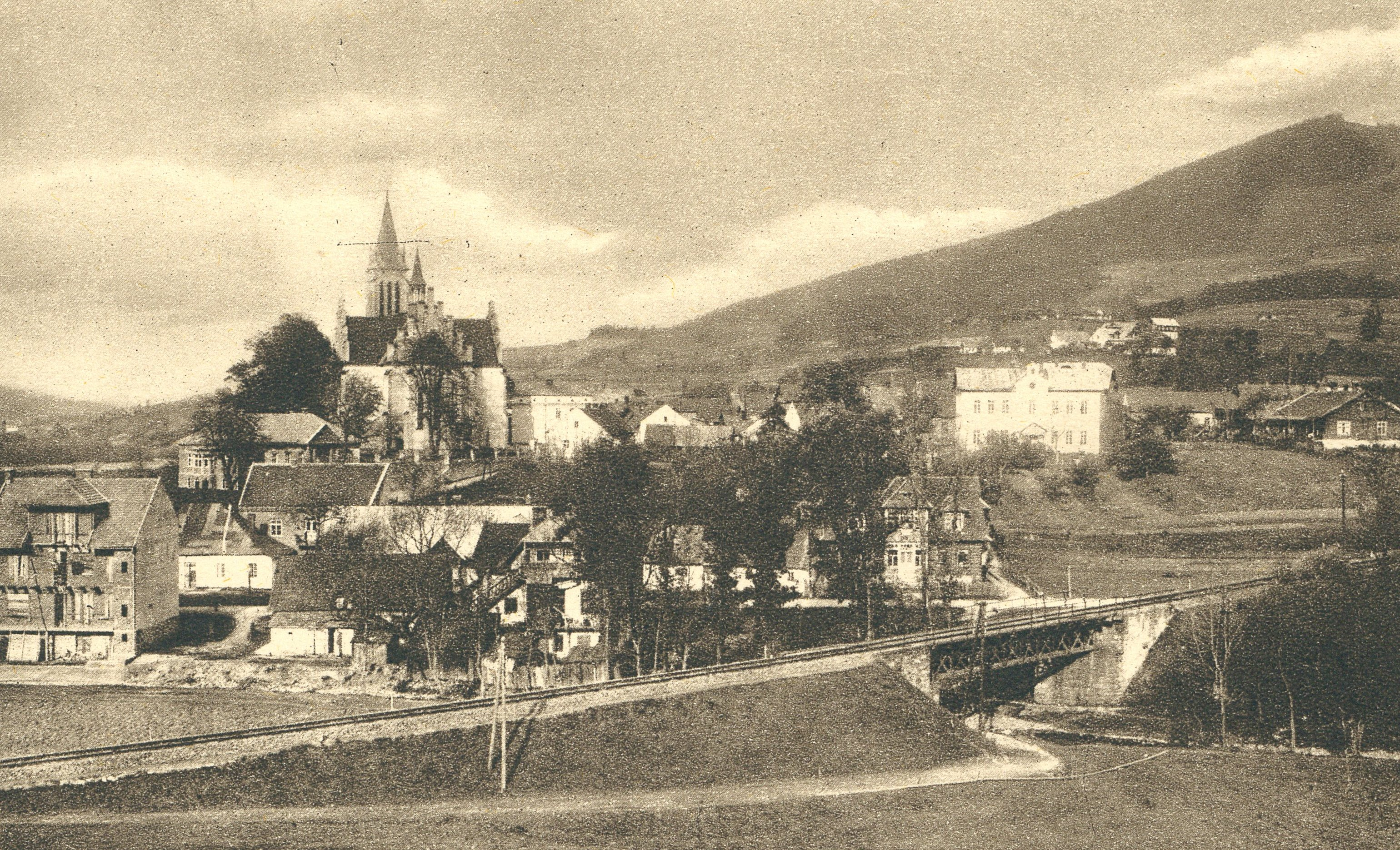
Widok Mszany Dolnej sprzed 1945

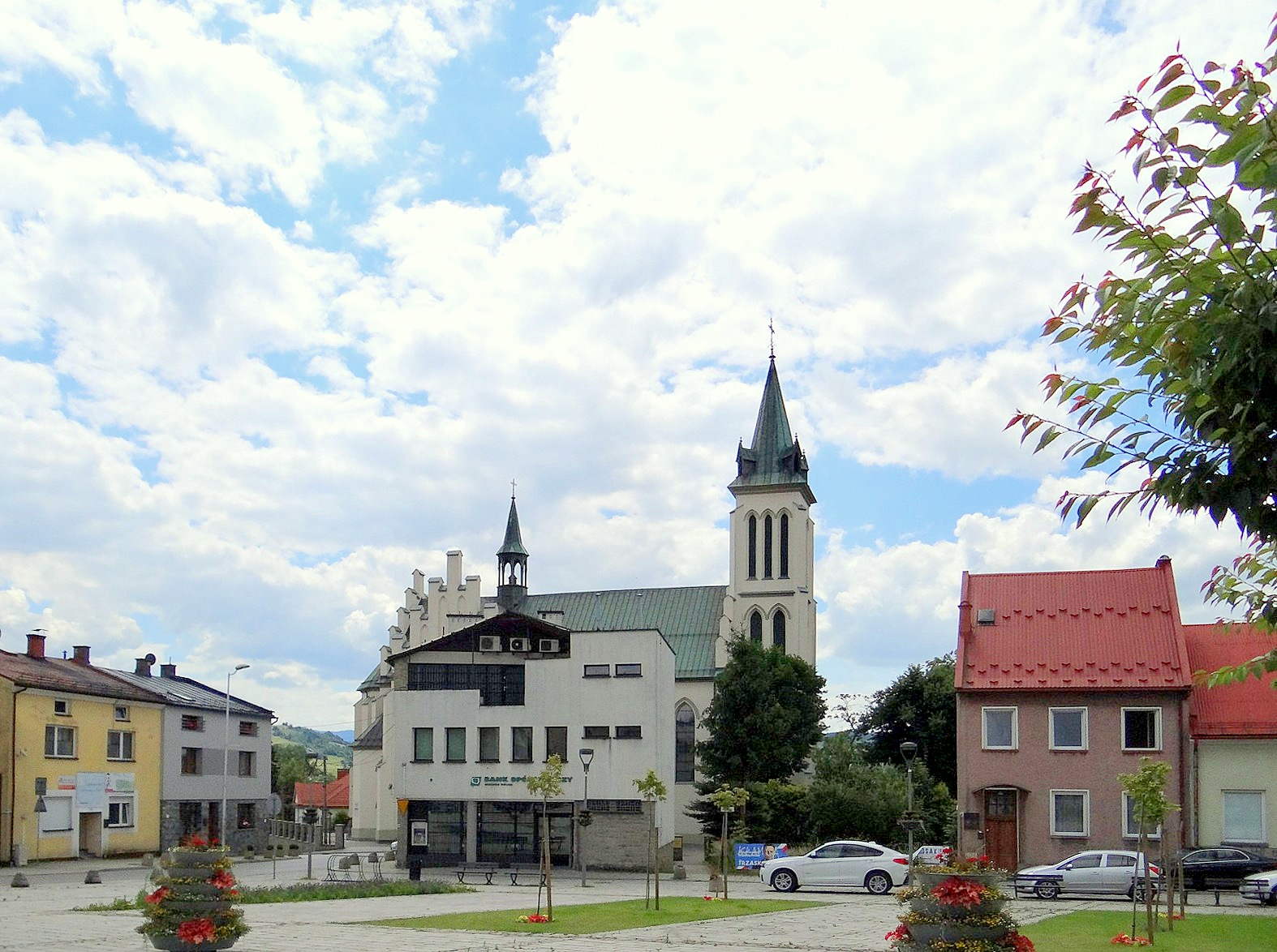
Rynek w Mszanie

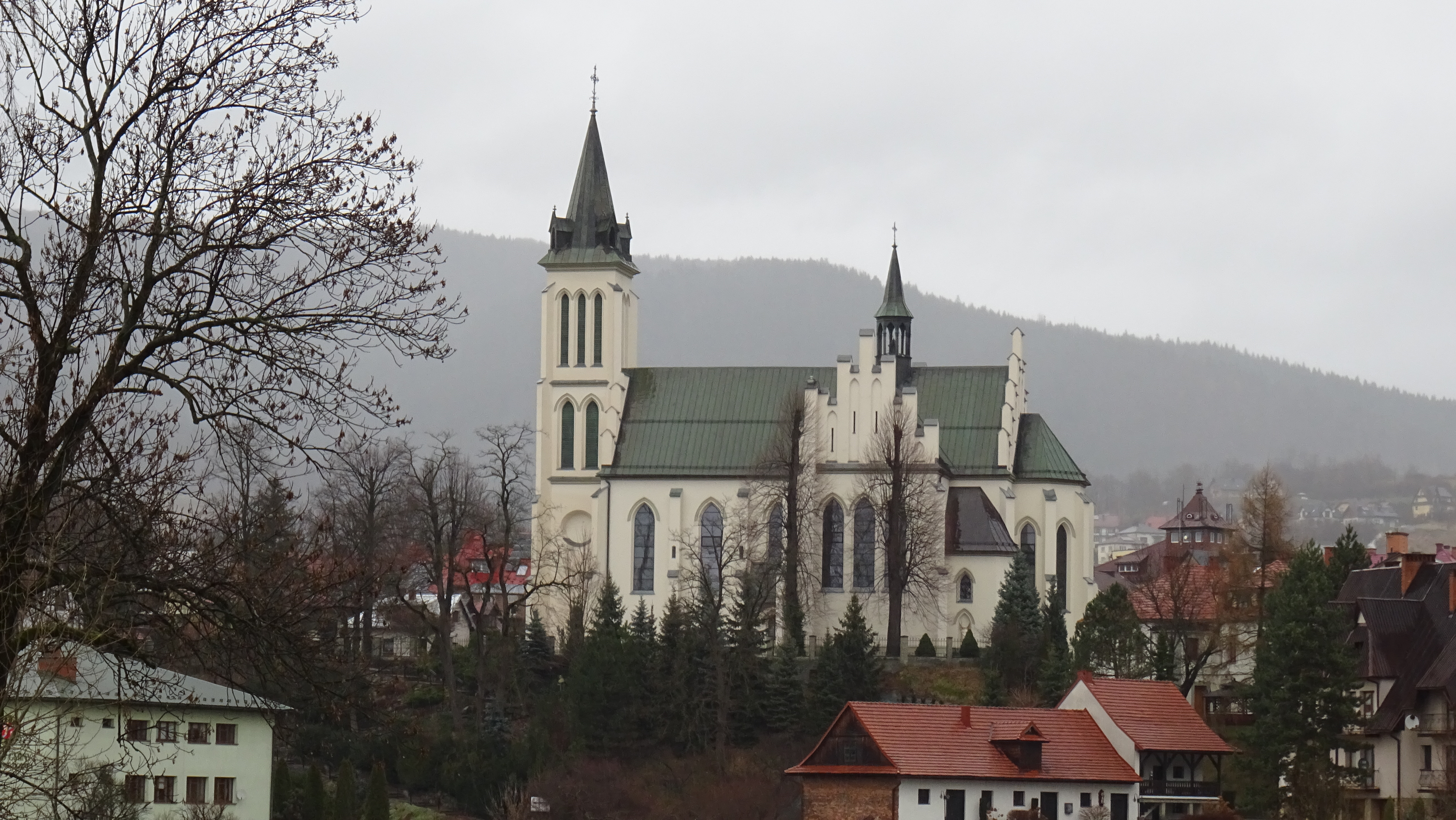
Kościół św. Michała Archanioła

Mszana Dolna – miasto w województwie małopolskim, w powiecie limanowskim, stolica Górali Zagórzańskich.
Mszana Dolna uzyskała lokację miejską w 1346 roku, zdegradowana przed 1409 rokiem, ponowne nadanie praw miejskich w 1952 roku. W latach 1975–1998 miasto administracyjnie należało do województwa nowosądeckiego. W latach 1934–1952 była to gmina Mszana Dolna I. Jest siedzibą gminy Mszana Dolna. 

## Położenie
Mszana Dolna leży w zachodniej części Beskidu Wyspowego w zlewisku rzeki Raby, 50 km na południe od Krakowa, 50 km na północ od Zakopanego i 12 km na północny wschód od Rabki. Kotlina, w której miasto jest położone, jest klasycznym przykładem okna tektonicznego. Otoczona jest szczytami Beskidu Wyspowego: Lubogoszcz, Czarny Dział, Grunwald, Luboń Wielki (1022 m n.p.m.) i Szczebel oraz wzgórzem Grunwald. Część zabudowana miasta wznosi się 370–620 m n.p.m.
Przez miejscowość przechodzi ważny szlak komunikacyjny, droga krajowa nr 28, zwana także trasą karpacką oraz historyczny szlak kolejowy – linia kolejowa nr 104 ze stacją kolejową.
| części miasta | Aksamity, Bieńki, Bobolówka, Bodziochy, Bołdony, Ciernie, Folwark, Gocały, Gronoszowa, Gruszkówka, Jamrozy, Janasy, Jopki, Kołacze, Koziołki, Kroczaki, Krupciówka, Krystyny, Kucharze, Łabuzy, Lachówka, Leśniaki, Lewki, Łysak, Machaje, Majdówka, Marki, Marszalki, Moczarze, Morgi, Mrózki, Nowaki, Obłazy, Pańskie, Podlesie, Rataje, Sawały, Ścibory, Sentyrze, Słomka, Śmieszki, Sutory, Szarki, Szklanówka, Szynaliki, Tomery, Warwasy, Wilczaki, Wójty, Wonioły, Zarabie, Zawodzie, Zijakówka, Zośki |

## Struktura powierzchni
Według danych z 2002 Mszana Dolna ma obszar 27,1 km², w tym:
- użytki rolne: 60%
- użytki leśne: 36%

Miasto stanowi 2,85% powierzchni powiatu.

## Demografia
Według danych GUS z 1 stycznia 2024 r. miasto miało 7826 mieszkańców.
Dane z 31 grudnia 2016:
| Opis                              | Ogółem | Ogółem | Kobiety | Kobiety | Mężczyźni | Mężczyźni |
| --------------------------------- | ------ | ------ | ------- | ------- | --------- | --------- |
| Jednostka                         | osób   | %      | osób    | %       | osób      | %         |
| Populacja                         | 7941   | 100    | 4159    | 52,3    | 3782      | 47,7      |
| Gęstość zaludnienia [mieszk./km²] | 293,0  | 293,0  | 153,4   | 153,4   | 139,6     | 139,6     |

- Piramida wieku mieszkańców Mszany Dolnej w 2015 roku[7].

## Historia
Pierwszy dokument wzmiankujący Mszanę Dolną pochodzi z 1365. Jej lokacja w poł. XIV w. była zasługą Kazimierza Wielkiego. Prawa miejskie otrzymała jako Kinsbark (Königsberg) pod koniec panowania tego władcy lub pod koniec XIV w. decyzją Władysława Jagiełły. Jednak już w XV w. osada utraciła prawa miejskie, a pozostałość po mieście Kinsbark, zwana Mieściskiem, została w 1464 włączona do istniejącej równolegle starej wsi Mszany. Podczas potopu szwedzkiego miasto zostało doszczętnie zburzone. Istnieją też źródła z 1254 roku mówiące o rzece Mszanka figurującej pod nazwą Mschena. Według niektórych źródeł słowo Mszana jest nazwą topograficzną i pochodzi od słowa Mech. Warto w tym miejscu też wspomnieć o miejscowości Mszana Górna. W dzisiejszych okolicach Mszany Dolnej istniały też miejscowości takie jak: Słomka (ap. Słona) i Gronoszowa.
W 1772, w wyniku I rozbioru Polski miejscowość przeszła pod władzę Austrii.
W latach 1880–1884 przez Mszanę Dolną przeprowadzono linię Galicyjskiej Kolei Transwersalnej i zbudowano stację kolejową. W 1880 r. firma „Ader” z Jazowska zakłada tu fabrykę mebli giętych. W 1883 r. do Mszany Dolnej zostaje przeniesiony Sąd Powiatowy ze Skrzydlnej, a miasto pełni wówczas rolę powiatu. W 1885 r. wiedeńska firma „C. Warhanek” uruchamia tu fabrykę konserw rybnych i pierwszy tartak parowy. Powstaje tu też fabryka nawozów z mielonych kości.
16 stycznia 1899 dobra Mszana Dolna, Glisne i Słomka należące dotąd do dr Władysława Szujskiego nabyła hr Maria z Łęckich Krasińska.
Dla samoobrony przed lichwą na terenie Mszany Dolnej w 1909 r. została zorganizowana Kasa Stefczyka, a w 1913 r. Spółdzielnia Rolniczo–Handlowa działająca pod firmą Składnica Kółek Rolniczych.
W 1914 roku do Mszany Dolnej przybył Legion Śląski, gdzie uformowano II Brygadę Legionów Polskich. Dnia 26 września odbyło się oficjalne zaprzysiężenie. Większość ochotników wraz z ochotnikami z Podhala wcielono do I batalionu 3 pułku Legionów Polskich. Około 250 sformowało 2 kompanię 3 pułku Legionów, na którego dowódcę wyznaczono Stefana Pasławskiego, a resztę rozdzielono po innych kompaniach. Dawnych komendantów Feliksa Hajduka oraz Jana Łyska mianowano podporucznikami dając im komendy I i IV plutonu, a Hieronima Przepilińskiego mianowano porucznikiem i wyznaczono mu funkcję oficera prowiantowego 3 pułku.
W okresie międzywojennym nastąpiła elektryfikacja wsi. Z inicjatywy ks. proboszcza Józefa Stobrawy zbudowano Dom Ludowy (obecnie kino „Luboń”). W latach 1929–1930 zbudowano most na rzece Porębiance łączący Mszanę Dolną z Górną. Po wielkiej powodzi w 1934 r. most ten odbudowano, a następnie zbudowano nowy, na rzece Rabie, w stronę Glisnego.
W rejonie miasta działania obronne w Kampanii wrześniowej prowadziła 10 Brygada Kawalerii pułkownika Stanisława Maczka. Dnia 4 września 24 Pułk Ułanów, wspomagany przez kompanię czołgów Vickers natarł z zaskoczenia na Niemców zdobywając wzgórza w rejonie Kasiny Wielkiej i Mszany Dolnej. Podczas ataku zniszczono 3 wrogie czołgi. Dwa silne niemieckie kontrataki pancerne odrzuciły ułanów na poprzednie pozycje, którzy nazajutrz wycofali się. W czasie II wojny światowej miasto straciło ok. 1/3 ludności. Niedaleko ul. Kościuszki i Mroza jest mogiła 881 Żydów z Mszany i okolic, zamordowanych przez hitlerowców 19 sierpnia 1942. W Kronice Mszany Dolnej zanotowano, że Żydzi przeczuwali nadchodzącą tragedię. Ludność ta od pierwszych tygodni okupacji była traktowana w okrutny sposób. Ulubioną rozrywką burmistrza było obcinanie im bród i pejsów. Wydawał często zarządzenia, by wszyscy Żydzi o godzinie 4 rano gromadzili się w rynku. Ustawiał ich w rzędy i komenderując prowadził z nimi męczącą gimnastykę. Trwało to kilka godzin, a doprowadzonych do kresu sił kazał polewać zimną wodą.
W 1943 r. Austriak o nazwisku Gunkel, ówczesny właściciel firmy „C. Warhanek” instaluje w 1943 r. nowy generator octowy. Po wojnie następuje nacjonalizacji octowni, która w 1997 r. przeszła w ręce prywatne.
W styczniu 1947 r. swoją działalność w Mszanie Dolnej rozpoczął oddział Polskiego Towarzystwa Ludoznawczego.
W 1960 r. zostało założony Oddział Polskiego Związku Emerytów, Rencistów i Inwalidów w Mszanie Dolnej.
1 lipca 1952 ponownie przyznano Mszanie Dolnej prawa miejskie.
26 kwietnia 1991 r. Rada Miasta i Gminy Mszana Dolna po przeprowadzonych konsultacjach z mieszkańcami podjęła decyzję o przyjęciu uchwały o rozdzieleniu do tej pory wspólnych organów Miasta i gminy, na to miejsce utworzono miasto Mszana Dolna i gminę Mszana Dolna. Gmina miejska miała objąć teren Mszany Dolnej a gmina wiejska teren 9 wsi wchodzących w skład likwidowanego organu. Po rozpatrzeniu ów wniosku Rada Ministrów rozporządzeniem z dnia 26 września 1991 roku dokonała podziału Miasta i Gminy Mszana Dolna na dwie odrębne jednostki 1 stycznia 1992 r.
21 listopada 2009 r. kardynał Antonio Cañizares Llovera podpisał w imieniu Stolicy Apostolskiej dekret przez o nadaniu miastu patronatu św. Michała Archanioła.

## Burmistrzowie Mszany Dolnej od 1990 r.[23]
- Edward Liszka – 1990 (burmistrz Miasta i Gminy Mszana Dolna)
- Antoni Róg – 1990–1992
- Tomasz Janik – 1992–1994
- Antoni Róg – 1994–1998
- Józef Kowalczyk – 1998–2006
- Tadeusz Filipiak – 2006–2014
- Józef Kowalczyk – 2014–2018
- Anna Pękała – 2018–2024
- Agnieszka Orzeł – od 2024

## Kościoły i związki wyznaniowe
- Parafia rzymskokatolicka pw. Michała Archanioła
- Parafia rzymskokatolicka pw. Miłosierdzia Bożego

Do 2012 roku w Mszanie Dolnej mieściła się Sala Królestwa Świadków Jehowy.

## Oświata
- Szkoła Podstawowa Nr 1 im. Henryka Sienkiewicza w Mszanie Dolnej
- Zespół Placówek Oświatowych w Mszanie Dolnej[24]
- Zespół Szkół Techniczno-Informatycznych w Mszanie Dolnej[25]
- Zespół Szkół Ponadpodstawowych im. inż. Józefa Marka w Mszanie Dolnej[26]

## Współpraca międzynarodowa
Miasta i gminy partnerskie:
- Niżna, Słowacja (28 maja 2008)[27][28]
- Biri(inne języki), Węgry (2003)

## Turystyka
Miejscowość położona u podnóży dużych szczytów Beskidu Wyspowego jest atrakcyjna turystycznie. Ma bazę noclegową i infrastrukturę turystyczną. Z miejscowości wychodzą liczne szlaki turystyczne:
 – czerwony przez przełęcz Glisne na Luboń Wielki
 – czerwony przez Lubogoszcz do Kasiny Wielkiej
 – żółty przez Czarny Dział na Ćwilin
 – zielony na Lubogoszcz
 – zielony przez Kobylicę na Jasień
 – czarny z Lubogoszczy przez Mszanę Dolną i Szczebel do Lubnia

## Osoby związane z Mszaną Dolną
- Józefa Kobylińska
- Stanisław Ciężadlik
- Sebastian Flizak
- Piotr Kaleciak
- Józef Szczypka
- Olga Illukiewicz[29]
- Józef Stabrawa
- Franciszek Barda
- Michał Popiołek

## Zabytki
Obiekt wpisany do rejestru zabytków nieruchomych województwa małopolskiego.
- Cmentarz żydowski;
- Folwark Stara Winiarnia - Dwór obronny z XVI wieku[31];
- park podworski;Wejście do parku miejskiego.

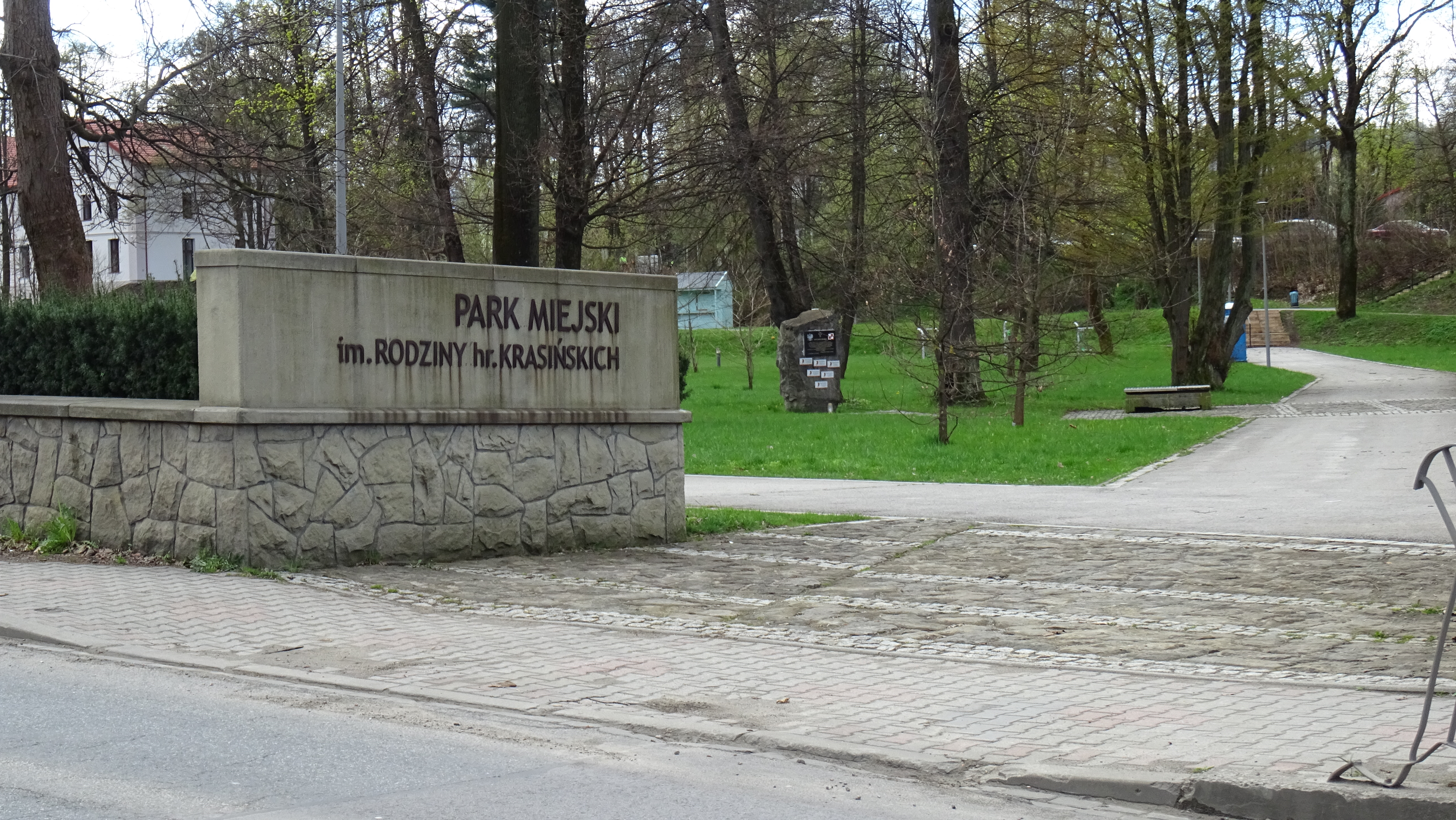
Wejście do parku miejskiego.

- kościół parafialny pw. św. Michała Archanioła;
- cmentarz wojenny z I wojny światowej nr 363.
- Cmentarz parafii św. Michała Archanioła[32]

Zbudowana współcześnie infrastruktura placu targowego przy ul. Władysława Orkana uzyskała w 2014 r. wyróżnienie w konkursie o nagrodę im. S. Witkiewicza na najlepsze realizacje architektoniczne w Małopolsce.